# HM Возничего
HM Возничего (лат. HM Aurigae) — одиночная переменная звезда в созвездии Возничего на расстоянии приблизительно 2522 световых лет (около 773 парсеков) от Солнца. Видимая звёздная величина звезды — от +12,4m до +11,3m.

## Характеристики
HM Возничего — красный гигант, пульсирующая медленная неправильная переменная звезда (LB) спектрального класса M7III. Эффективная температура — около 3285 К.